# Церква святих верховних апостолів Петра і Павла (Дружба)
Церква святих верховних апостолів Петра і Павла в Дружбі — парафія і храм греко-католицької громади Микулинецького деканату Тернопільсько-Зборівської архієпархії Української греко-католицької церкви в смт Дружба Тернопільського району Тернопільської области.

## Історія церкви
Греко-католицьку громаду зареєстрував у 1991 році отець Василь Іванів, ЧНІ. У 1992 році для богослужінь спорудили каплицю, де першу Службу Божу відправили отці Василь Іванів та Аніон Мишко.
У 1993 році розпочалася підготовка до будівництва храму. 12 липня 1993 року владика Михаїл Сабрига освятив місце та наріжний камінь. Вже 5 січня 1995 року в новозбудованому храмі першу Святу Літургію відслужили отці Василь Іванів, Мар'ян Ференц та Роман Ониськів. А 12 липня 1997 року, на храмовий празник, владика Михаїл Сабрига відслужив архиєрейську Святу Літургію та освятив престол у співслужінні отців Редемптористів з Тернополя.
Навесні 2002 року, під час служіння отця Петра Федюка, відбулася Свята Літургія, яку очолив протоігумен ЧНІ отець Михайло Волошин. Тоді ж він освятив дзвін.
У 2001–2009 роках провели зовнішні та внутрішні ремонтні роботи в храмі, а на церковному подвір'ї встановили вхідну браму та огорожу.
Жертводавцями будівництва стали парафіяни села та сусідніх парафій: Микулинець, Лошнева, Сущина, Іванівки, Заздрості, Хоросткова, Теребовлі, Збаража, а також окремі родини, зокрема Я. Шкамбари (США), 3. Шкамбари, Є. Великанич, В. Сокіл, Б. Андрусишин, М. Твердун. Святиню будували місцеві майстри, допомагали люди з навколишніх сіл. Микола Копит перекрив дах храму як пожертву.
При парафії діють: братство Матері Божої Неустанної Помочі, Марійська та Вівтарна дружини. Є також церковний комітет, який очолює Микола Твердун. Багато зусиль для розквіту парафії та храму доклала церковний бухгалтер Софія Масник, яка активно організовувала будівництво церкви в 1990-х роках.

## Парохи
- о. Редемпторист Василь Іванів, ЧНІ (1991—1999),
- о. Редемпторист Мар'ян Ференц,
- о. Редемпторист Володимир Вітовський,
- о. Редемпторист Володимир Боне,
- о. Редемпторист Леонід Мальков,
- о. Редемпторист Роман Ониськів,
- о. Ігор Возьняк, ЧНІ,
- о. Петро Федюк, ЧНІ (жовтень 1999 — листопад 2011),
- о. протопресвітер Євген Влох (з листопада 2011).